# Delio Gómez Ochoa
Delio Gómez Ochoa (Holguín, Cuba, 16 de septiembre de 1929) es un exmilitar cubano, comandante del IV Frente Oriental "Simón Bolívar" en 1958, durante la Revolución cubana. Es considerado un Héroe Nacional en República Dominicana debido a que luchó contra Trujillo y casi murió debido a las torturas que sufrió en prisiones dominicanas. 

## Biografía
Delio Gómez Ochoa nació en Holguín, Cuba, el 16 de septiembre de 1929, siendo hijo de Manuela Ochoa González y Leopoldo Gómez Hernández. 
Participó en la lucha clandestina contra la Dictadura de Fulgencio Batista. Subió a la Sierra Maestra el 29 de mayo de 1957 y se unió al Ejército Rebelde del Movimiento 26 de Julio. 
Ascendido a Comandante a fines de 1958, Fidel Castro le ordenó a Gómez Ochoa fundar el IV Frente Oriental "Simón Bolívar". Dicho frente abarcaba fundamentalmente los territorios de la actual Provincia de Las Tunas. 
Tras el arresto de Enzo Infante, se le ordenó al Comandante Delio trasladarse a La Habana para asumir la coordinación del Movimiento 26 de Julio en la capital. Tras cumplir su misión con éxito, retornó a Oriente y ocupó el mando del IV Frente Oriental. 
Tras el triunfo de la Revolución cubana, en enero de 1959, Gómez Ochoa tomó el mando del Regimiento de Holguín hasta el 23 de febrero del mismo año. Posteriormente, fue sustituido por el Comandante Eddy Suñol. 
Poco después, Delio contactó un grupo de dominicanos que luchaban contra Trujillo y se unió a ellos. Marchó a República Dominicana, pero fue capturado por las fuerzas trujillistas y torturado salvajemente en las prisiones de ese país. Producto de estas torturas quedó lisiado y medio sordo. 
Sin embargo, logró sobrevivir hasta la caída de Trujillo y fue liberado el 9 de junio de 1961. Regresó a Cuba, pero en República Dominicana es conbsiderado un "Héroe Nacional". De regreso en Cuba, el Comandante Delio ocupó varias responsabilidades hasta su retiro. En 1998, publicó el libro "La victoria de los caídos" sobre sus experiencias. 

### Honores
- Considerado como Héroe Nacional de la República Dominicana
- Orden al Mérito Duarte, Sánchez y Mella de la República Dominicana